# Talismán (métro de Mexico)
Talismán est une station de la Ligne 4 du métro de Mexico, située au nord de Mexico, dans la délégation Gustavo A. Madero.

## La station
La station est ouverte en 1981.
Le nom vient de l’avenue Eje 4 Norte Av. Talismán. Le logo de la station représente la silhouette d'un mammouth, car on a trouvé des ossements de cette espèce en creusant lors des travaux de construction.